# ストレイ・ドッグ (2018年の映画)
『ストレイ・ドッグ』（Destroyer）は2018年のアメリカ合衆国のドラマ映画。監督はカリン・クサマ、主演はニコール・キッドマンが務めた。17年前に犯罪組織の潜入捜査に参加し、過ちを犯した女性刑事が落とし前をつけるために主犯の男を追う姿を描いたクライムドラマ。

## ストーリー
ロサンゼルス市警の警察官、エリン・ベルは砂漠地帯に潜伏するギャングを捜査している最中に、凄惨な事件に巻き込まれることになった。それから20年弱が経過した今、ベルは警察官を続けていたが、当時のおぞましい光景が脳裏に焼き付いて離れなかった。そんなある日、ベルはギャングからの挑発を受けた。ベルはその挑発に敢えて乗ることにし、因縁の相手に決着をつけるべく行動を開始したが、それはトラウマとの闘いでもあった。

## キャスト
- エリン・ベル: ニコール・キッドマン - 刑事。
- クリス: セバスチャン・スタン - FBI捜査官。17年前の潜入捜査でのエリンの相棒。
- サイラス: トビー・ケベル - 強盗団のボス。
- ペトラ: タチアナ・マスラニー - サイラスの情婦。裕福な家庭の娘。
- ディフランコ: ブラッドリー・ウィットフォード - 弁護士。サイラスの資金洗浄係。ペトラの父親の友人。
- シェルビー・ベル: ジェイド・ペティジョン（英語版） - エリンとクリスの娘。
- イーサン: スクート・マクネイリー - シェルビーの継父で養父。
- ギル・ローソン: トビー・ハス - FBI捜査官。エリンとクリスの17年前の潜入捜査を指揮。
- アルトゥーロ: ザック・ビーヤ（英語版） - 強盗団のメンバー。
- トビー・ソル: ジェームズ・ジョーダン（英語版） - 強盗団のメンバー。余命わずかのため出所。
- ジェイ: ボー・ナップ - シェルビーの恋人。
- アントニオ: シャミア・アンダーソン（英語版） - エリンの現在の相棒刑事。

## 製作
2017年8月、ニコール・キッドマンにカリン・クサマ監督の新作映画への出演オファーが出ていると報じられた。10月、キッドマンの出演が決まった。11月15日、タチアナ・マスラニーとセバスチャン・スタンが本作に出演することになったとの報道があった。28日、ブラッドリー・ウィットフォード、トビー・ケベル、スクート・マクネイリーの出演が決まったと報じられた。12月、トビー・ハス、ボー・ナップ、ジェイド・ペティジョンがキャスト入りした。

## 公開
2018年5月14日、アンナプルナ・ピクチャーズが本作の全米配給権を獲得したと報じられた。8月31日、本作はテルライド映画祭でプレミア上映された。9月10日、本作は第43回トロント国際映画祭で上映された。11月13日には、AFI映画祭で本作の上映が行われた。

## 評価
本作は批評家から好意的に評価されている。映画批評集積サイトのRotten Tomatoesには59件のレビューがあり、批評家支持率は81%、平均点は10点満点で7.2点となっている。サイト側による批評家の見解の要約は「『ストレイ・ドッグ』の陰惨な語りは主演のニコール・キッドマンの演技と同様、一切の妥協を排している。同作は観客に衝撃を与え得る野心的な作品だが、キッドマンの演技はそれに一層の深みを加えている。」となっている。また、Metacriticには14件のレビューがあり、加重平均値は64/100となっている。
とりわけ主演を務めたキッドマンの演技は「こんなニコール・キッドマンは見たことがない」、「キッドマン史上最高」と批評家から絶賛された。映画内では一見誰だかわからないほど恐ろしい風貌になっており、その顔がどアップで映し出されるオープニングでは、観客が一斉に息をのむほどだったという。本作での演技によって、キッドマンは第76回ゴールデングローブ賞の主演女優賞(ドラマ部門)にノミネートされた。

## 受賞とノミネート
| 賞                                       | 部門                     | 候補                 | 結果       |
| ---------------------------------------- | ------------------------ | -------------------- | ---------- |
| ゴールデングローブ賞                     | 主演女優賞（ドラマ部門） | ニコール・キッドマン | ノミネート |
| オーストラリア映画協会賞（国際部門）     | 主演女優賞               | ニコール・キッドマン | ノミネート |
| サテライト賞                             | 主演女優賞（ドラマ部門） | ニコール・キッドマン | ノミネート |
| ハリウッド映画賞                         | 功労賞                   | ニコール・キッドマン | 受賞       |
| ロサンゼルス・オンライン映画批評家協会賞 | 主演女優賞               | ニコール・キッドマン | ノミネート |
| ダラス・フォートワース映画批評家協会賞   | 主演女優賞               | ニコール・キッドマン | ノミネート |
| ネバダ映画批評家協会賞                   | 主演女優賞               | ニコール・キッドマン | 受賞       |
| 女性映画批評家協会賞                     | 勇気ある演技賞           | ニコール・キッドマン | 受賞       |
| 女性映画批評家協会賞                     | スクリーンママ賞         | ニコール・キッドマン | ノミネート |
| 大人のための映画賞                       | 主演女優賞               | ニコール・キッドマン | ノミネート |
| ノワール映画祭                           | 作品賞                   | 『デストロイヤー』   | ノミネート |
| ノワール映画祭                           | 特別賞                   | ニコール・キッドマン | 受賞       |